# Luigi Zuccoli
Luigi Zuccoli (Milano, 1815 – Milano, 5 gennaio 1876) è stato un pittore italiano.